# Ramzi Bourakba
Ramzi Bourakba (Bordj Bou Arréridj, 20 december 1984) is een Algerijns voetballer die bij voorkeur als aanvaller speelt. Hij verruilde in januari 2015 RC Arbaâ voor CA Bordj Bou Arreridj.